# Dansk InkassoBrancheforening
Dansk InkassoBrancheforening (DIB) er en dansk brancheforening, grundlagt i 1992.
Foreningen forsøger at medvirke til, at parterne i et inkassoforløb får den korrekte sagsbehandling fra medlemsvirksomhederne, i overensstemmelserne med den gældende lovgivning på inkassoområdet.
Foreningen består i dag af en række advokater og inkassobureauer, hvis primære arbejdsområde er inkasso.
Medlemmerne består af:
- Alektum ApS
- Collectia
- Connection Finans
- Danske Inkasso
- Debito inkasso
- Euler-Hermes
- HorneskovVinberg
- Instrum Justisia
- Købmandens inkasso ApS
- PayEX
- SVEA
- Lindorff Inkasso A/S

Af lignende foreninger findes også Danske Inkassoadvokater, der er de danske inkassoadvokaters fælles forening.

## Ekstern henvisning
http://www.inkassobranchen.dk/